# Schalksburg (Württemberg)
Die Schalksburg, früher auch Schaltzburg oder Schalksberg genannt, ist eine ehemalige Höhenburg, deren Ruine sich rund sechs Kilometer südöstlich von Balingen zwischen den Albstädter Stadtteilen Burgfelden und Laufen an der Eyach im Süden Baden-Württembergs befindet. Die Schalksburg gehört zu den flächenmäßig größten Burganlagen der Schwäbischen Alb.

## Geografische Lage
Die Burg liegt auf der Gemarkung von Laufen in einer Höhe von 910 m ü. NHN auf der äußersten Spitze des Steinbergs und 20 Gehminuten südwestlich von Burgfelden, das zu den höchstgelegenen Gemeinden der Schwäbischen Alb zählt. Burgfelden leitet seinen Namen von der Schalksburg ab. Das Wappen der Ortschaft zeigt als Teilungslinie die symbolisierte Burg, die Schildfarben zeigen das Schwarz-Weiß der Burgherren von Zollern.

## Geschichte
Die Schalksburg gehörte bis 1262 den Grafen von Veringen. 1266 war sie bereits im Besitz der Grafen von Zollern und war dann zeitweise der Sitz des nach ihr benannten Zweiges Zollern-Schalksburg des Adelsgeschlechtes.
Erste Siedlungsspuren stammen aus der Bronze- und der Latènezeit. Auf der Schalksburg wurden Scherbenfunde aus der mittleren Bronzezeit, mit Funden auch aus der Urnenfelderzeit (späte Bronzezeit), aus der Hallstatt- und Latènezeit (Eisenzeit) und der Römerzeit gemacht.

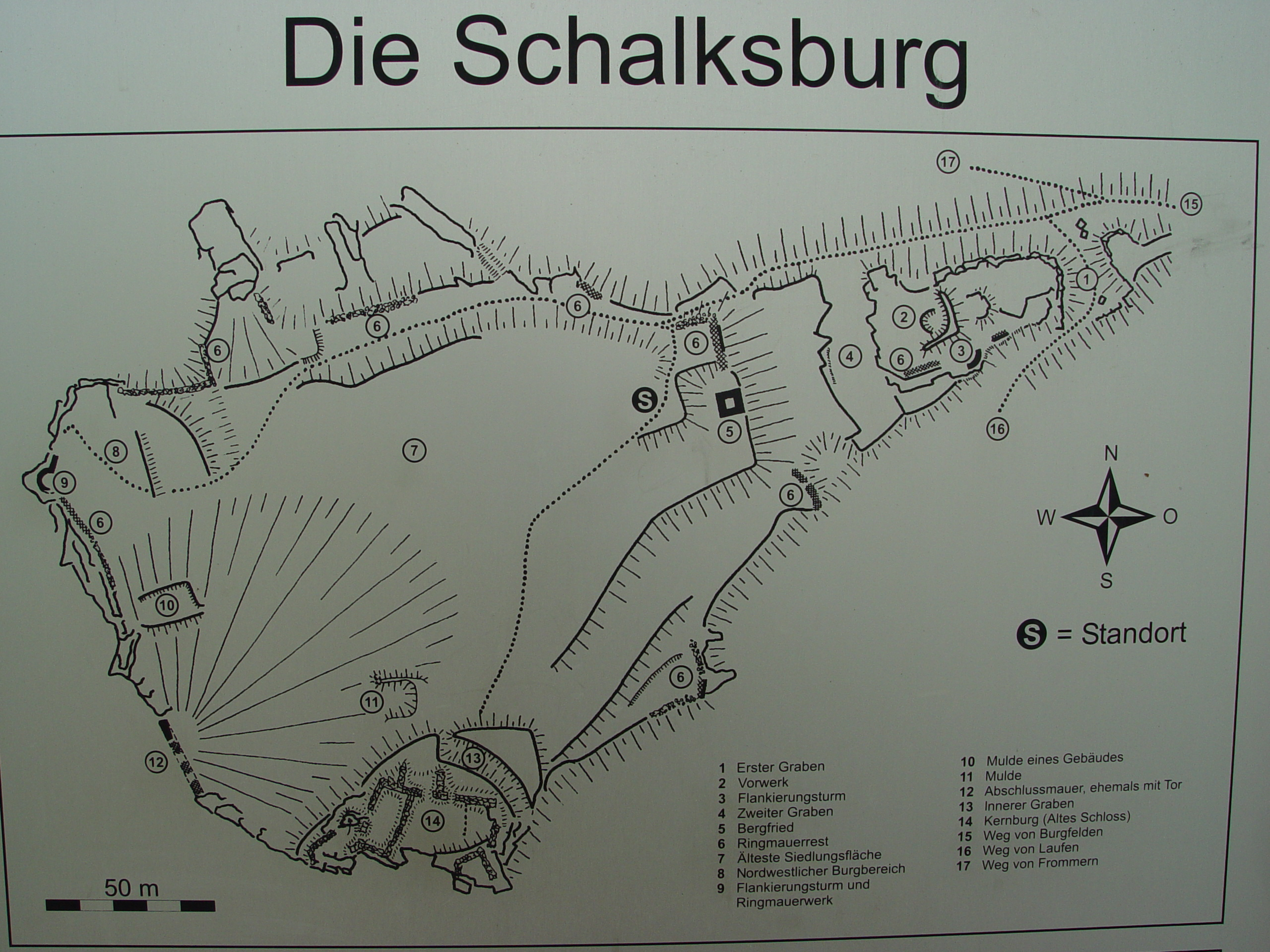
Plan der Anlage

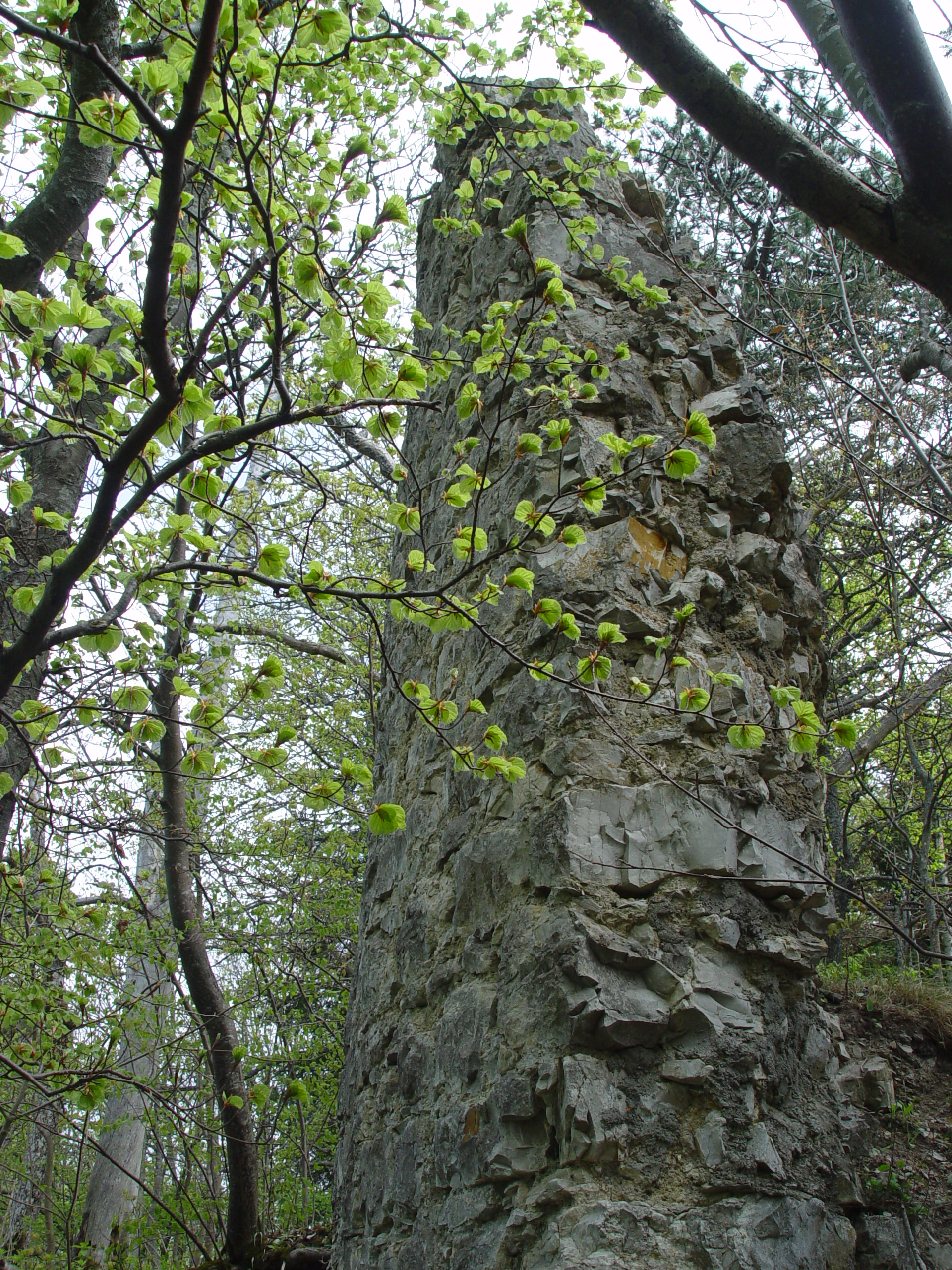
Mauerrest an der Südwestecke der Anlage

In der St.-Michaels-Kirche in Burgfelden finden sich romanische Fresken aus dem 11. Jahrhundert. Burgfelden wurde im Jahre 1064 erstmals als Burchveld urkundlich erwähnt. Die ersten Grundmauern und Gräberfunde von St. Michael datieren aus der spätmerowingischen Zeit Anfang des 8. Jahrhunderts. Wahrscheinlich entstand das Dorf aus einem uralten Adelssitz aus dem 7. Jahrhundert heraus. Die Burganlage stammt zwar aus dem Jahr 1100 und erste Beurkundungen der Schalksburg finden sich erst durch Graf Friedrich V. im Jahr 1266. Vermutlich waren jedoch bereits vor dem Jahr 900 Befestigungsanlagen am Ort der Burganlage vorhanden.
Nach der Teilung der Hohenzollernlinie im Jahr 1288 nahm Friedrich I., genannt der Junge († 1308), auf der Burg seinen Sitz. Im 14. Jahrhundert wurde die Schalksburg als Schloss bezeichnet und stellte mit drei Hektar Ausdehnung eine mächtige Anlage dar.
Im Jahr 1403 wurde die Herrschaft Schalksburg mit der Stadt Balingen und 17 weiteren Ortschaften, u. a. Onstmettingen, durch Graf Friedrich V. von Zollern-Schalksburg nach dem Tode seines einzigen Sohnes für 28.000 Gulden an Graf Eberhard III. († 1417) von Württemberg verkauft. Die Linie der Grafen von Zollern-Schalksburg erlosch mit dem Tode Friedrich V. von Zollern-Schalksburg im Jahre 1408.
Dieser Übergang der Herrschaft an die Württemberger wird in der Sage vom Hirschgulden überliefert, die von Gustav Schwab und Wilhelm Hauff festgehalten wurde – hierbei wurde der Sage nach jedoch nur ein einziger Gulden bezahlt.
1464 wurde die Schalksburg durch Graf Jos Niklas I. von Zollern während einer Fehde mit Hans von Rechberg im Auftrag Württembergs zerstört. 1465 erfolgte ein Wiederaufbau. Im Deutschen Bauernkrieg (1524–1526) haben Pfeffinger und Dürrwanger Bauern die Schalksburg belagert und eingenommen. 1557 wurde die Burg wegen Baufälligkeit abgebrochen, 1624 wird sie nur noch als Burgstall bezeichnet.

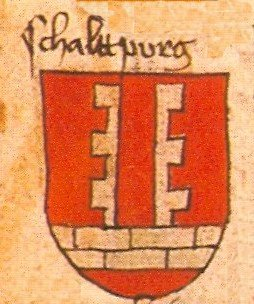
Wappen Schalksburg 1466–70 aus der Sankt Galler Wappenrolle

1957–1960 wurde auf den Resten des mittelalterlichen Bergfrieds mit Hilfe von Hubschraubern der amerikanischen Armee ein Aussichtsturm errichtet. Vom Rand des Albtraufs bietet sich eine herrliche Sicht über das Albvorland, das Eyachtal und die Balinger Berge.

## Beschreibung
Von der ehemaligen gleichschenkligen Burganlage mit dem „Alten Schloss“ im westlichen Teil befinden sich im südlichen Teil von der Originalbausubstanz noch bis zu 3,50 Meter hohe Mauerreste des alten Bergfrieds, der auf einer Grundfläche von 7,7 mal 7,5 Meter eine Mauerstärke von 2,75 Meter hat.

## Varia
Wilhelm Hauff lässt in seiner Novelle Das Wirtshaus im Spessart den Zirkelschmied in der Sage vom Hirschgulden von der Entstehung der Schalksburg erzählen.